# Potamilla platensis
Potamilla platensis är en ringmaskart som beskrevs av Hartman 1953. Potamilla platensis ingår i släktet Potamilla och familjen Sabellidae. Inga underarter finns listade i Catalogue of Life.